# Hirtella tenuifolia
Hirtella tenuifolia là một loài thực vật có hoa trong họ Cám. Loài này được Prance mô tả khoa học đầu tiên năm 1972.